# Шон Ю, Стиви
Сти́ви Шо́н Ю (фр. Steevy Chong Hue; кит. 斯蒂维张; род. 26 января 1990, Раиатеа, Заморские владения Франции) — таитянский футболист, нападающий. Автор единственного мяча в финале Кубка наций ОФК 2012. Участник чемпионата мира среди молодёжных команд 2009.

## Карьера

### Клубная
Профессиональную карьеру начал в клубе «Самен» в 2009 году и отыграл там сезон 2009/10. Через год перешёл в более известный таитянский клуб «Драгон», откуда в 2011 году переехал в Европу, подписав контракт с клубом «Блейд», выступавшим в бельгийском третьем дивизионе B. В 2012 году вернулся на Родину, в «Драгон».

### В сборной
До того, как попасть в основную сборную, Шон Ю играл за молодёжную сборную Таити, и 2009 году вместе с командой принял участие в чемпионате мира среди молодёжных команд. На турнире сборная Таити провела три матча в группе B, сыграв 25 сентября с Испанией (0:8, отыграл весь матч), 28 сентября с Венесуэлой (0:8, заменён на 74-й минуте) и 1 октября с Нигерией (0:5, отыграл весь матч). На этом турнире нападающий выступал под номером 14, а сборная Таити заняла последнее место в группе, проиграв все три матча с общей разницей забитых и пропущенных мячей 0—21.
В 2010 году Шон Ю впервые был вызван в основную сборную страны и в следующем году принял с ней участие в Тихоокеанских играх 2011, на которых забил 6 мячей (в том числе 4 гола в ворота Кирибати), а сборная Таити стала бронзовым призёром, обыграв в матче за третье место сборную Фиджи (2:1). В 2012 году в составе сборной принял участие в Кубке наций ОФК, на котором выступал под номером 13. Сенсационно выйдя в финал турнира, который состоялся 10 июня, таитяне одолели сборную Новой Каледонии со счётом 1:0 и стали первой командой, которой кроме Австралии и Новой Зеландии удалось выиграть первенство в зоне ОФК. Автоматически сборная Таити пробилась и на Кубок конфедераций 2013 в Бразилии, а Стиви Шон Ю стал автором единственного мяча в финале соревнований.

#### Статистика
Статистика матчей и голов за сборную по годам:
| Команда | Год   | Матчи | Голы |
| ------- | ----- | ----- | ---- |
| Таити   | 2010  | 3     | 0    |
| Таити   | 2011  | 6     | 6    |
| Таити   | 2012  | 12    | 4    |
| Таити   | 2013  | 1     | 0    |
| Итого   | Итого | 22    | 10   |

Итого: 22 матча, 10 голов
(откорректировано по состоянию на 11 июня 2013 года)

## Достижения
Сборная Таити
- Победитель Кубка наций ОФК: 2012
- Участник чемпионата мира среди молодёжных команд: 2009